# Ilhas Senkaku

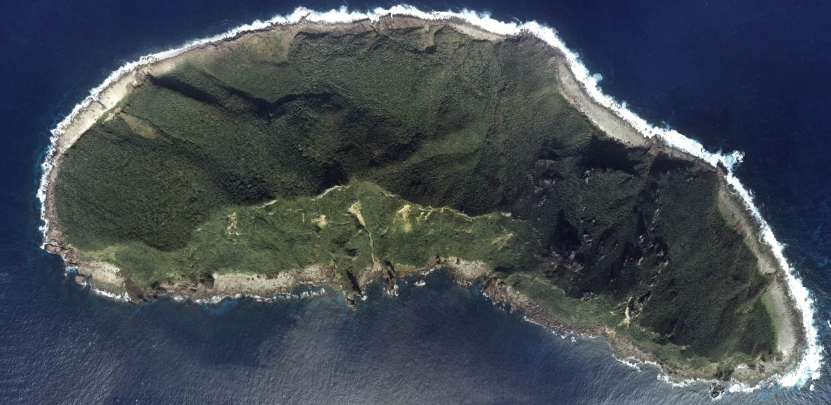
Vista aérea da ilha Uotsuri

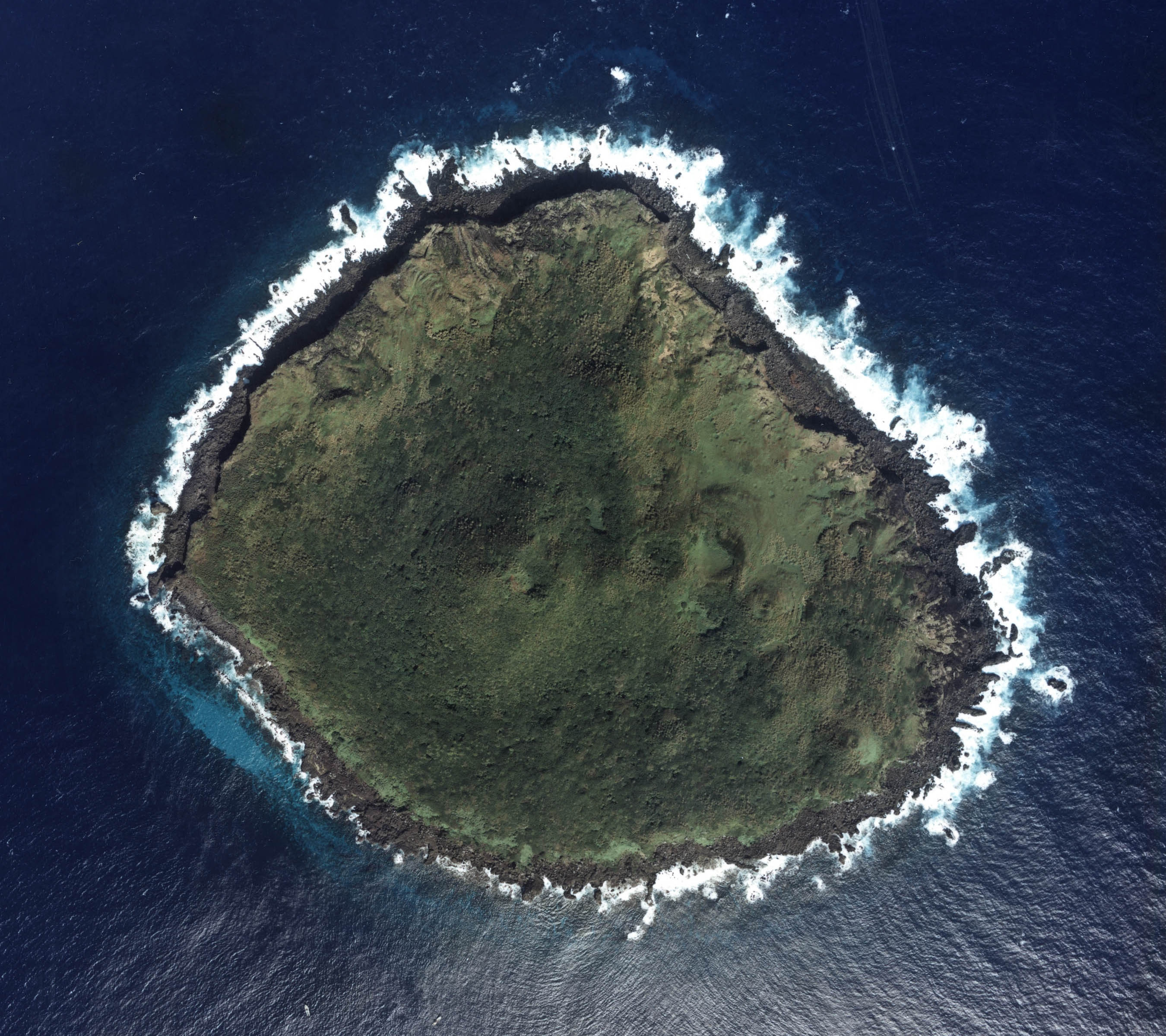
Vista aérea da ilha Kuba

As Ilhas Senkaku (em japonês 尖閣諸島, Senkaku-Shotō) ou Diaoyu (em chinês 钓鱼台列岛, Diàoyútái Lièdǎo) são um grupo de ilhas desabitadas controladas atualmente pelo Japão, mas também disputadas pela República Popular da China e pela República da China (Taiwan).
Em 2012, foi anunciado que o Japão pretende estatizar as ilhas. O Governo japonês, que pretende reforçar o controle sobre as Ilhas Senkaku iniciou negociações com o seu proprietário privado, a família nipónica Kurihara, prevendo concluir as mesmas até ao fim do ano. O projeto prevê a aquisição de três das ilhas, incluindo a maior delas, Uotsuri.
A aquisição do governo das ilhas aos seus atuais proprietários privados japoneses importará em 2.050 milhões de ienes (21 milhões de euros). As Ilhas Senkaku são, administradas como parte da província de Okinawa.

## Ilhas
O arquipélago é formado por cinco ilhas vulcânicas, denominadas:
- Diaoyu Dao (釣魚島) ou Uotsuri-shima (魚釣島)⊕- com 4,319 km²
- Huangwei Yu (黃尾嶼) ou Kuba-shima (久場島) - com 1,08 km²
- Chiwei Yu (赤尾嶼) ou Taishō-tō (大正島)
- Beixiao Dao (北小島)※ ou Kita Kojima
- Nanxiao Dao (南小島)※ ou Minami Kojima [3]